# 郑证光
郑证光（1919年10月17日—2001年8月18日），福州地方教会长老，福建省基督教三自爱国会主席 。
1919年10月17日，郑证光出生於中国福建省省会福州，幼时母親病故，家境貧困。1936年参加宋尚節和王峙的佈道會而成为基督徒，同年受浸。次年又
在趙世光的奮興會上決志奉獻，并前往廣西梧州入讀宣道会开办的建道聖經學院，1939年毕业。後任教於上海聖經學校、上海伯特利神学院、上海靈糧聖經學校等。在上海期间，郑证光受吸引前往哈同路文德裏上海地方教会聚會處聚會。1943年，文德裏聚會停止，郑证光回到福建，任教于南平福建省立師專學校。
郑证光回到福州，担任津门路基督徒聚会处的负责人之一，1948年初接待李常受前来佈道，并参加在海關巷14号的27人交通，他和津門路聚會處其他负责人认同倪柝聲提出的耶路撒冷原則，同意將自己和教会交给倪柝聲带领，他与陈恪三、陈必荫、陈希文被设立为福州教会4位长老。从这时到1950年代初，福州教会经历了一次大复兴。同时也引起王載、王峙负责的倉山球場後聚會處不滿，導致聚會處分裂爲倪、王兩派。
1949年以后，鄭證光留在福州。1950年，他接受倪柝聲的指示，主動參加三自運動，以免其被“不信派”主導。1951年7月16日，福州地方教会举行千人控诉大会，郑证光控诉道，地方教会虽然与西方差会没有组织关系，却同样受到“美帝国主义超政治思想毒素”的影响。。1956年1月，福州地方教会有16人被作为反革命分子逮捕，鄭證光得以在監外接受改造。同时维持中洲聚会所。到文革期间，仍作为“倪柝聲反革命集團”骨幹下放農村改造，这时他一度宣布放弃信仰。
1979年，鄭證光回到福州，住在仓山区玉林山馆（1948年倪柝聲奉献给教会的家族財産之一），在地方教会中事奉，同時出任福建省基督教協會副會長，致力於討回教會產權，又在福建神學院讲授聖經神學。從1992年到2001年，郑证光連續兩屆擔任福建省基督教三自愛國會主席，卻因宗派背景而沒有實權，另一方面也不為所有同工和信徒所接納。2001年8月18日病故。 

## 家庭
配偶：伍靜嫻。育有四子一女。